# Hrubá Voda
Hrubá Voda – wieś, część gminy Hlubočky, położona w kraju ołomunieckim, w powiecie Ołomuniec, w Czechach.